# استبینز (آلاسکا)
استبینز (به انگلیسی: Stebbins) شهری در ناحیه سرشماری نوم ایالت آلاسکا است که جمعیت آن در سرشماری سال ۲۰۰۰ میلادی ۵۴۷ نفر بوده‌است.